# Cormery
Cormery és un municipi francès, situat al departament de l'Indre i Loira i a la regió de Centre – Vall del Loira. L'any 2007 tenia 1.643 habitants.

## Demografia

### Població
El 2007 la població de fet de Cormery era de 1.643 persones. Hi havia 637 famílies, de les quals 162 eren unipersonals (63 homes vivint sols i 99 dones vivint soles), 202 parelles sense fills, 214 parelles amb fills i 59 famílies monoparentals amb fills.
La població ha evolucionat segons el següent gràfic:
Habitants censats

### Habitatges
El 2007 hi havia 695 habitatges, 648 eren l'habitatge principal de la família, 15 eren segones residències i 32 estaven desocupats. 596 eren cases i 97 eren apartaments. Dels 648 habitatges principals, 463 estaven ocupats pels seus propietaris, 167 estaven llogats i ocupats pels llogaters i 19 estaven cedits a títol gratuït; 6 tenien una cambra, 51 en tenien dues, 147 en tenien tres, 161 en tenien quatre i 285 en tenien cinc o més. 409 habitatges disposaven pel capbaix d'una plaça de pàrquing. A 296 habitatges hi havia un automòbil i a 292 n'hi havia dos o més.

### Piràmide de població
La piràmide de població per edats i sexe el 2009 era:
| Homes | Edats   | Dones |
| ----- | ------- | ----- |
| 0     | 95 o +  | 12    |
| 4     | 90 a 94 | 24    |
| 12    | 85 a 89 | 24    |
| 12    | 80 a 84 | 40    |
| 16    | 75 a 79 | 28    |
| 56    | 70 a 74 | 12    |
| 24    | 65 a 69 | 36    |
| 36    | 60 a 64 | 40    |
| 24    | 55 a 59 | 32    |
| 40    | 50 a 54 | 48    |
| 44    | 45 a 49 | 32    |
| 88    | 40 a 44 | 52    |
| 44    | 35 a 39 | 68    |
| 80    | 30 a 34 | 80    |
| 44    | 25 a 29 | 44    |
| 32    | 20 a 24 | 28    |
| 40    | 15 a 19 | 36    |
| 52    | 10 a 14 | 44    |
| 88    | 5 a 9   | 68    |
| 48    | 0 a 4   | 56    |

## Economia
El 2007 la població en edat de treballar era de 1.008 persones, 767 eren actives i 241 eren inactives. De les 767 persones actives 715 estaven ocupades (364 homes i 351 dones) i 52 estaven aturades (28 homes i 24 dones). De les 241 persones inactives 98 estaven jubilades, 83 estaven estudiant i 60 estaven classificades com a «altres inactius».

### Ingressos
El 2009 a Cormery hi havia 649 unitats fiscals que integraven 1.587 persones, la mediana anual d'ingressos fiscals per persona era de 19.133 €.

### Activitats econòmiques
Dels 64 establiments que hi havia el 2007, 1 era d'una empresa extractiva, 3 d'empreses alimentàries, 6 d'empreses de fabricació d'altres productes industrials, 10 d'empreses de construcció, 9 d'empreses de comerç i reparació d'automòbils, 1 d'una empresa de transport, 5 d'empreses d'hostatgeria i restauració, 3 d'empreses financeres, 4 d'empreses immobiliàries, 4 d'empreses de serveis, 11 d'entitats de l'administració pública i 7 d'empreses classificades com a «altres activitats de serveis».
Dels 21 establiments de servei als particulars que hi havia el 2009, 1 era una gendarmeria, 1 oficina de correu, 2 oficines bancàries, 1 taller de reparació d'automòbils i de material agrícola, 1 paleta, 5 guixaires pintors, 2 fusteries, 2 perruqueries, 4 restaurants, 1 agència immobiliària i 1 saló de bellesa.
Dels 8 establiments comercials que hi havia el 2009, 1 era un hipermercat, 1 una botiga de més de 120 m², 2 fleques, 2 carnisseries, 1 una peixateria i 1 una joieria.
L'any 2000 a Cormery hi havia 3 explotacions agrícoles.

## Equipaments sanitaris i escolars
L'únic equipament sanitari que hi havia el 2009 era una farmàcia.
El 2009 hi havia una escola elemental. Cormery disposava d'un col·legi d'educació secundària amb 445 alumnes.

## Poblacions més properes
El següent diagrama mostra les poblacions més properes.